# Daniel Ilsley
Daniel Ilsley (* 30. Mai 1740 in Falmouth, Cumberland County, Province of Massachusetts Bay; † 10. Mai 1813 in Portland, Massachusetts) war ein US-amerikanischer Politiker. Zwischen 1807 und 1809 vertrat er den Bundesstaat Massachusetts im US-Repräsentantenhaus.

## Werdegang
Daniel Ilsley wuchs während der britischen Kolonialzeit auf. Er lebte in jenem nördlichen Teil von Massachusetts, aus dem im Jahr 1820 der Staat Maine hervorgehen sollte. Nach einer guten Schulausbildung arbeitete er als Destillateur. Später war er auch im Versand tätig. In den 1770er Jahren schloss er sich der amerikanischen Revolution an. Während des Unabhängigkeitskrieges war er Mitglied in einem Sicherheitsausschuss sowie als Major Musterungsoffizier in Falmouth. Im Jahr 1788 nahm er als Delegierter an der Versammlung teil, auf der die Verfassung der Vereinigten Staaten vom Staat Massachusetts ratifiziert wurde. In den Jahren 1793 und 1794 saß Ilsley als Abgeordneter im Repräsentantenhaus von Massachusetts. Politisch wurde er Mitglied der Ende der 1790er Jahre von Thomas Jefferson gegründeten Demokratisch-Republikanischen Partei.
Bei den Kongresswahlen des Jahres 1806 wurde Ilsley im 15. Wahlbezirk von Massachusetts in das US-Repräsentantenhaus in Washington, D.C. gewählt, wo er am 4. März 1807 die Nachfolge von Peleg Wadsworth antrat. Da er im Jahr 1808 nicht bestätigt wurde, konnte er bis zum 3. März 1809 nur eine Legislaturperiode im Kongress absolvieren. Daniel Ilsley starb am 10. Mai 1813 in Portland, wo er auch beigesetzt wurde.